# WD 0806-661 B
WD 0806-661 B – brązowy karzeł typu widmowego Y. Jego odkrycie ogłoszono w 2011 roku. Jest to jeden z najzimniejszych brązowych karłów zaobserwowanych do tej pory (temperatura powierzchni wynosi około 300 K, czyli 27°C). Wchodzi w skład układu podwójnego, którego drugim składnikiem jest biały karzeł WD 0806-661.